# PlayStation 2

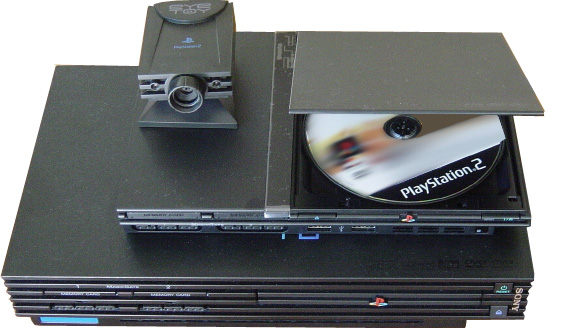
PlayStation 2 Fat (dole), PlayStation 2 Slim (nahoře) + PlayStation Eye

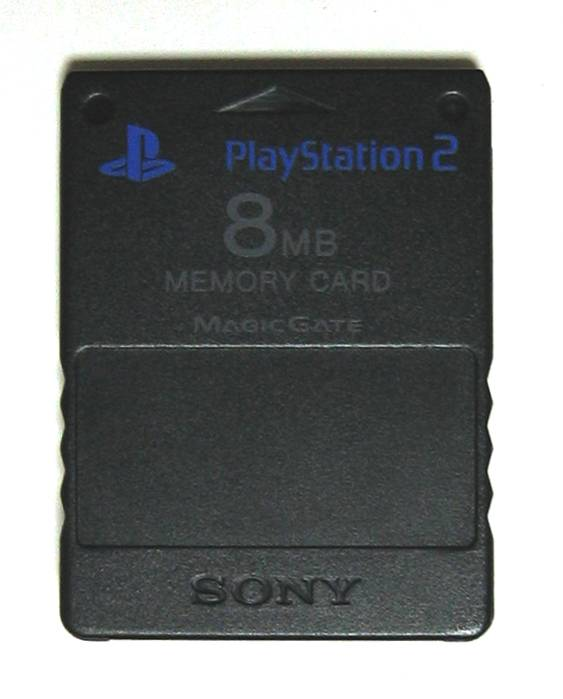
Paměťová karta pro PS2

Sony PlayStation 2 je herní konzole šesté generace od firmy Sony Computer Entertainment uvedená 4. března 2000 v Japonsku. PS2 je nástupcem PlayStation, v roce 2006 byla nahrazena konzolí PlayStation 3. Hlavní konkurencí pro PS2 byl Xbox od Microsoftu a GameCube od Nintenda, a Sega Dreamcast od Segy.

## Historie
PlayStation 2 se začala prodávat v březnu 2000 v Japonsku, za dva dny bylo prodáno 1 milion kusů. Totéž se událo v Severní Americe, kde se za první víkend prodalo 500 000 kusů. K 21. listopadu 2011 bylo prodáno celkem 153,6 milionů kusů a stala se tak nejprodávanější konzolí vůbec. . Konzole byla tak populární, že její výroba byla ukončena měsíc před uvedením konzole PlayStation 4.

## Kompatibilita
PlayStation 2 je se svým předchůdcem zpětně kompatibilní, je tedy možné hrát i hry pro PlayStation.(Ovšem to se týká pouze originálních nosičů.)
V roce 2015 se objevila informace o vývoji emulátoru PlayStation 2 pro PlayStation 4. Tato informace byla následně potvrzena.

## Vlastnosti
Byla také jedním z prvních dostupných DVD přehrávačů (včetně podpory Dolby Digital 5.1 a DTS).
Herní konzole PS2 zvládne taktéž vyhlazování pixelů 3D aplikací a filmů s nižší kvalitou. Touto funkci, tzv. smooth, lze tak použít pro vylepšení grafiky např. u starších titulů pro první PlayStation.

## Technická specifikace
Zde jsou uvedeny technické informace o hardware PS2:
Procesor:
- 64bit Emotion Engine (MIPS kompatibilní)
- rychlost: 294 MHz (u pozdější verze 299 MHz)
- Vyrovnávací paměť: instrukce 16KB, Data 8KB + 16KB
- Hlavní paměť: 32MB
- Sběrnice: 128bit DMA
- Koprocesor: 2 paralelní vektorové operační jednotky (VU0 a VU1)
- Floating Point výkon: 6.2 GFLOPS
- 3D CG geometrická transformace: 66 miliónů polygonů za sekundu

Grafický čip:
- rychlost procesoru: 147 MHz
- čipová paměť: 4MB DRAM
- šířka pásma vyrovnávací paměti: 38.4 GB/s
- Rychlost zápisu pixelů: 2.4 Gpixely/s

Čip pro vstupy a výstupy:
- CPU jádro: zdokonalená PlayStation CPU
- Frekvence hodin: 37.5 MHz
- IOP paměť: 2MB
- Sub sběrnice: 32bit

Zvuk:
- Počet hlasů: 48 kanálů, se zvukem 3D surround
- Paměť zvuku: 2MB
- Frekvence výstupu: až 48 kHz (DAT kvalita)

DVD Mechanika:
- Maximální velikost média: dvouvrstvá verze DVD (9GB)
- Rychlost zařízení: DVD-ROM přibližně 4-rychlostní, CD-ROM přibližně 24-rychlostní

Rozhraní:
- Universal Serial Bus (USB) x 2
- Port pro ovladače x 2, Slot pro paměťovou kartu x 2
- Optický digitální výstup
- Síťový adaptér
- Dále je v rozdílných verzích konzole HDD slot neboli Expansion Bay (potřebný Network Adapter, který obsahoval a Ethernet RJ45 a RJ11), I-link port a Irda port, který byl později zrušen